# Lance Louis
Lance Louis (* 24. dubna 1985 v New Orleans, stát Louisiana) je hráč amerického fotbalu nastupující na pozici Guarda za tým Indianapolis Colts v National Football League. Univerzitní fotbal hrál za San Diego State University, poté byl vybrán v sedmém kole Draftu NFL 2009 týmem Chicago Bears.

## Univerzitní kariéra
Louis hrál čtyři roky americký fotbal za San Diego State University, z toho rok na pozici Tight enda, další rok jako Guard a v posledním ročníku ve dvanácti zápasech jako pravý Offensive tackle. V roce 2010 byl obžalován a shledán vinným z napadení spoluhráče v zasedací místnosti. Následující tři roky byl pod dohledem pověřeného probačního úředníka a musel zaplatit pokutu 565 dolarů.

## Profesionální kariéra

### Chicago Bears
Poté, co nebyl přizván ke NFL Combine, Louis se rozhodl předvést maximální výkon na "SDSU Pro Day". Při váze 137 kilogramů zaběhl 40 yard dash za 4,76 sekundy a byl vybrán v sedmém kole Draftu NFL 2009 týmem Chicago Bears. V první sezóně nezasáhl ani do jednoho utkání, nicméně o rok později již do všech šestnácti, z toho čtyřikrát jako startující hráč. V 7. týdnu ročníku 2012 zachytil první přihrávku kariéry poté, co byl míč z rukou Quarterbacka Jaye Cutlera zblokován. Ve 12. týdnu proti Minnesotě Vikings si ovšem přetrhl levý zkřížený vaz a byl umístěn na seznam zraněných; Jared Allen, který ho zranil, byl potrestán pokutou 20 tisíc dolarů.

### Miami Dolphins
Louis podepsal 27. března 2013 smlouvu s Miami Dolphins, ale 27. srpna byl propuštěn.

### Indianapolis Colts
15. ledna 2014 Louis podepsal smlouvu s Indianapolis Colts jako člen rezervního týmu. V sezóně 2014 pak nastoupil do devíti utkání, z toho sedmkrát jako startující hráč. Od začátku sezóny 2015 se stal startujícím pravým Guardem.